# Рябых, Виктор Николаевич
Виктор Николаевич Рябых (родился 9 октября 1959 года) — советский гандболист, советский и российский гандбольный тренер, заслуженный тренер России. Известен по продолжительной работе с волгоградским «Динамо».

## Биография
Учился в Ростовском государственном педагогическом институте на кафедре физического воспитания. Играл в Ростове-на-Дону за клуб «Буревестник» на позиции линейного, выступал в первенстве РСФСР по классу «А». Воинскую службу проходил в учебной части в Грозном и год в роте разведки под Ростовом. После возвращения из армии стал тренером в ДЮСШ в Ростове: среди воспитанниц были Ирина Калиниченко, Ольга Мишула (чемпионки мира среди молодёжи) и Наталья Гончарова (чемпионка мира 2001 года). Учился тренерской работе у Александра Панова и Сергея Аванесова.
В 1992 году Виктор Рябых стал тренером женского «Ростсельмаша», работая до 2000 года в команде и заочно соперничая с другой ростовской командой, «Источником». По собственным словам, его команду не финансировали ни власти, ни завод «Ростсельмаш», однако ему удалось заручиться финансовой поддержкой директора Западного автоцентра Минченкова. Тем не менее, в 2000 году Сергей Белицкий, работавший в дубле команды, воспользовался конфликтом Рябых с руководством по поводу жилищного вопроса (игроков распределяли под гарантии выделения квартир) и добился его увольнения из команды. В 2000 году его пригласил в Югославию македонский гандбольный агент Бранко, который предложил ему работу в Нише; с югославской командой Виктор Николаевич взял серебряные медали чемпионата впервые за 20 лет выступлений. В 2004 и 2005 годах с запорожским «Мотором» выиграл чемпионат Украины.
После ухода из запорожского клуба Виктор Николаевич работал в сборной Казахстана, готовя её к пекинской Олимпиаде и руководя клубом «Акжайык» в Уральске. Позже работал с дублем звенигородской «Звезды» и тренировал клуб «Никшич» в женском кубке ЕГФ 2007/2008. В сезоне 2008/2009 Рябых был назначен главным тренером волгоградского «Динамо», выиграв с ним шесть раз чемпионат России: первую победу он одержал в дебютном сезоне над звенигородской «Звездой», не уступая титул вплоть до сезона 2013/2014, когда был выигран шестой титул подряд и когда команда завоевала 12-й титул чемпионок в истории. В сезоне 2014/2015 клуб вышел в Финал четырёх Лиги чемпионов ЕГФ, заняв 4-е место. В сезоне 2016/2017 Рябов покинул команду.
В 2015 году, будучи тренером «Динамо», Рябов также был назначен старшим тренером женской сборной России, войдя в штаб Евгения Трефилова. Перед отборочным матчем к чемпионату мира против Германии он в спешном порядке вызвал нескольких игроков из своего клуба (в том числе Анну Кочетову) в связи с тем, что ряд игроков отказались играть под руководством Трефилова. Российская команда выиграла матч и пробилась на чемпионат мира. В команде Рябых отвечал за подготовку игроков обороны. Несмотря на успешно пройденную квалификацию на Олимпийские игры в Астрахани, Рябых так и не поехал в Бразилию в составе штаба команды.
Был женат на гандболистке Алле Максимцевой, игравшей в Свердловске и Ростове-на-Дону и призывавшейся в сборную СССР (Алла умерла в 1996 году). Воспитал двух дочерей Валерию и Викторию: Виктория сдавала экзамены за 9-й и 10-й класс в школе экстерном, пока Виктор Николаевич работал в Югославии. Внук Никита занимается футболом в Ростове.

## Достижения[3]
- Чемпион России (1994, 2008/2009, 2009/2010, 2010/2011, 2011/2012, 2012/2013, 2013/2014)
- Серебряный призёр чемпионата России (1993, 1995)
- Бронзовый призёр чемпионата России (1996, 1997)
- Серебряный призёр чемпионата Сербии (2002, 2003)
- Чемпион Украины (2004, 2005)
- Участник «Финала четырех» Лиги чемпионов (2015)